# 21560 Analyons
21560 Analyons è un asteroide della fascia principale. Scoperto nel 1998, presenta un'orbita caratterizzata da un semiasse maggiore pari a 2,9768637 UA e da un'eccentricità di 0,0664645, inclinata di 10,94401° rispetto all'eclittica.